# Meike Kämper
Meike Kämper (Essen, 23 aprile 1994) è una calciatrice tedesca, di ruolo portiere.
Con la nazionale tedesca Under-20 si laurea campione del Mondo all'edizione di Canada 2014 conseguendo anche il Guanto d'oro come miglior portiere del torneo.

## Palmarès

### Nazionale
- Campionato mondiale femminile Under 20 di calcio: 1

Campione: 2014

### Individuali
- Guanto d'oro: Campionato mondiale femminile Under 20 di calcio 2014